# Vilémov, Děčín
Vilémov là một làng thuộc huyện Děčín, vùng Ústecký, Cộng hòa Séc.